# آواتر ۱۱
آواتر ۱۱ (تلفظ به‌صورت «یک یک»، نه «یازده») یک کراس‌اوور اس‌یووی لوکس اندازه متوسط تمام الکتریکی است که در اواخر سال ۲۰۲۱ توسط آواتر تکنولوژی معرفی شد و فروش آن در اوت ۲۰۲۲ آغاز شد. آواتر یک سرمایه‌گذاری مشترک بین چانگان موتورز، شرکت سازنده باتری‌های یون‌لیتیم CATL و هواوی است. آواتر ۱۱ توسط پلت‌فرم EP1 پشتیبانی می‌شود.
در سال ۲۰۱۸، یک سرمایه‌گذاری مشترک بین چانگان و نیو تشکیل شد. بعدها، CATL در زمانی که نیو به‌علت مشکلات مالی از این سرمایه‌گذاری کناره‌گیری کرد، جایگزین آن به عنوان دومین سهامدار بزرگ شد. در حال حاضر، چانگان ۴۰٫۹۹ درصد سهام را در اختیار دارد و CATL مالک ۱۷٫۱ درصد است. هواوی هیچ سهمی در آواتر ندارد و سخت‌افزارهایی از جمله موتورهای الکتریکی و نرم‌افزار برای رانندگی هوشمند، اتصال و سرگرمی اطلاعاتی را تأمین می‌کند.

## بررسی

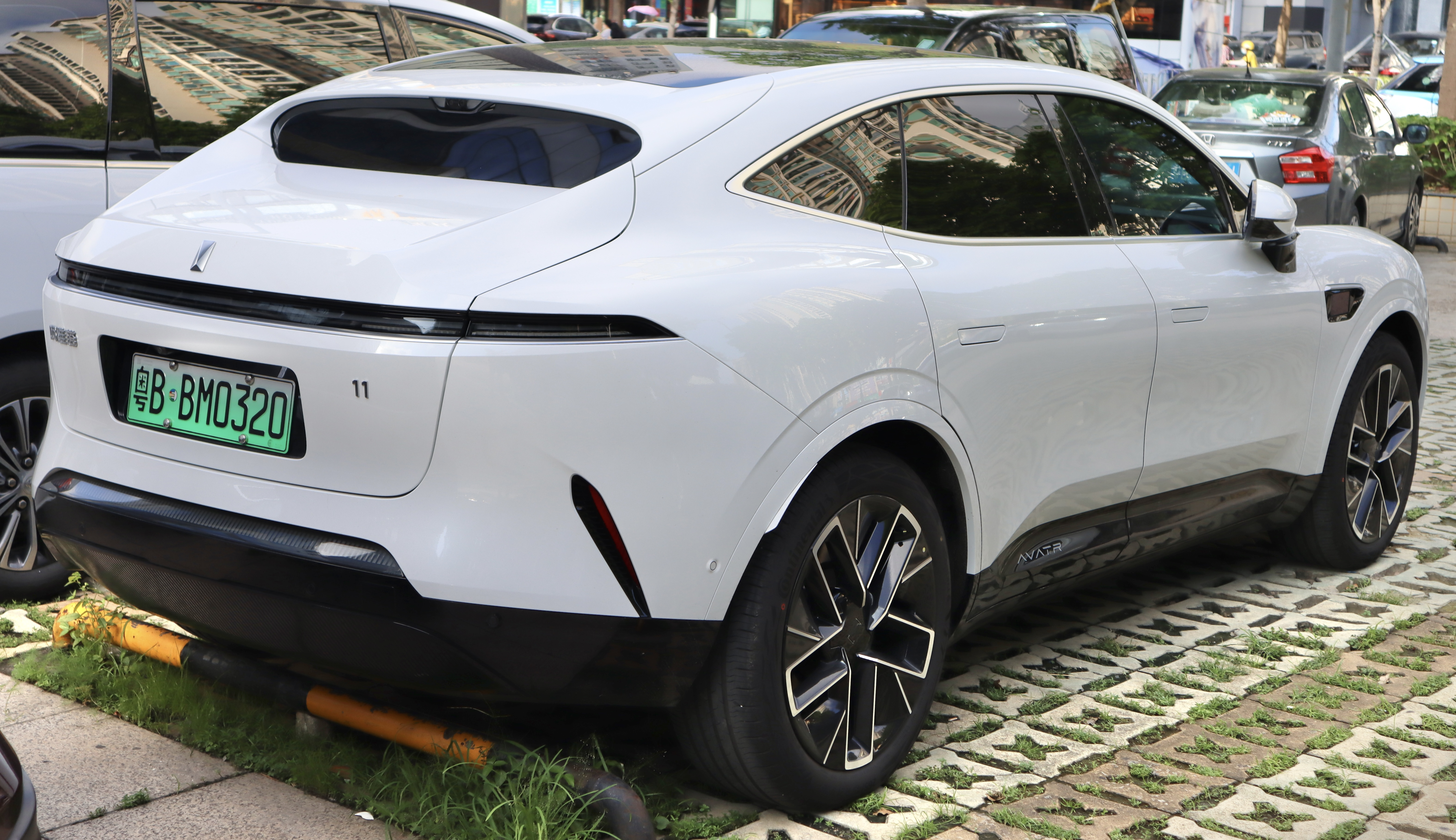
نمای عقب

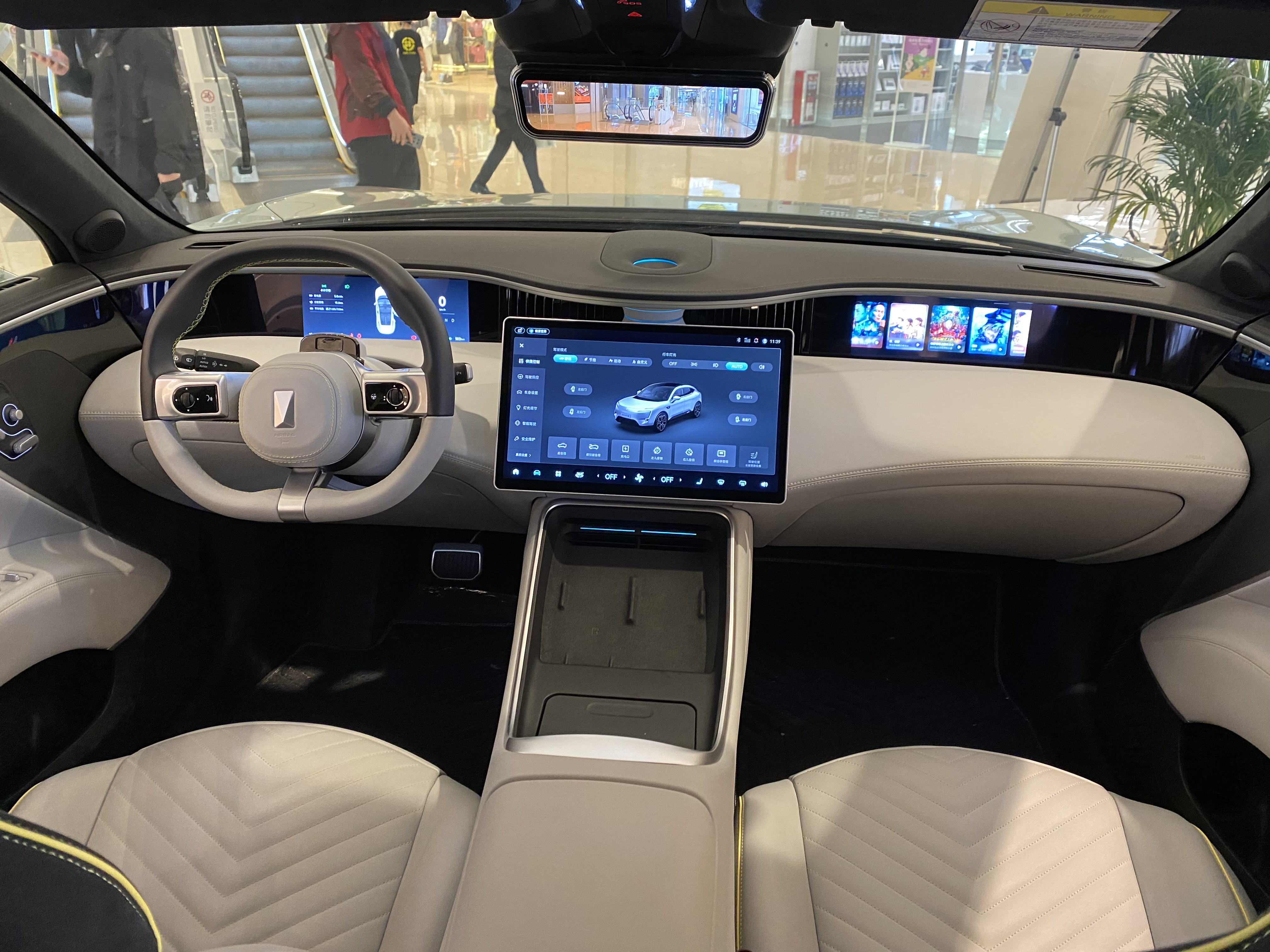
نمای داخلی

آواتر ۱۱ یک کراس‌اوور فست بک لوکس اندازه متوسط است که در انواع چهار صندلی یا پنج صندلی ارائه می‌شود. فضای داخلی تحت سلطه داشبوردی است که مجموعه ابزار دیجیتال ۱۰٫۲۵ اینچی، صفحه نمایش اطلاعات و سرگرمی ۱۵٫۶ اینچی و صفحه نمایش سرنشینان ۱۰٫۲۵ اینچی را در خود جای داده‌است. همچنین دو پد شارژ بی‌سیم و یک سیستم صوتی با ۱۴ بلندگوی کامل به همراه حذف نویز جاده‌ای و یک سیستم تقویت صدای فعال وجود دارد. آواتر ۱۱ به رابط کاربری هارمونی اواس و سیستم چهارچرخ محرک دو موتوره DriveONE هواوی مجهز شده‌است. آواتر که پس از آیتو که توسط هواوی و سیرس توسعه داده شده، دومین برند توسعه‌یافته هواوی و OEM است؛ در فروشگاه‌های هواوی مستقر شده‌است. سیستم رانندگی هوشمند آواتر ۱۱ دارای ۳۴ سنسور مختلف، از جمله ۳ سنسور لایدار است که امکان رانندگی کمکی در بزرگراه‌ها و جاده‌های کوچک‌تر، کمک تغییر خط، تشخیص چراغ راهنمایی و تشخیص عابر پیاده را به‌عنوان ویژگی‌های کلیدی فراهم می‌کند.
قیمت آواتر ۱۱ از ۵۱ هزار و ۸۰۰ دلار شروع می‌شود. این خودرو در سه تیپ عرضه می‌شود که همگی به صورت استاندارد دارای موتور دوگانه و سیستم تمام چرخ متحرک هستند. قرار است تحویل دو تیپ ارزان‌تر آواتر ۱۱ در دسامبر ۲۰۲۲ آغاز شود. همچنین انتظار می‌رود که مدل برتر در سه‌ماهه اول سال ۲۰۲۳ عرضه شود. علاوه بر سه تیپ معمولی، آواتر یک نسخه محدود به نام آواتر ۰۱۱ را نیز با قیمت ۶۰۰ هزار یوان ارائه می‌دهد.

## ویژگی‌های فنی
آواتر ۱۱ از دو موتور برقی استفاده می‌کند که با هم ترکیب شده و ۵۷۸ اسب بخار قدرت و ۶۵۰ نیوتن متر (۴۷۹ پوند فوت) گشتاور تولید می‌کند. موتورهای برقی توسط هواوی توسعه داده شده‌اند. موتور جلو حداکثر خروجی ۲۶۵ اسب بخار را ارائه می‌دهد، در حالی که موتور عقب حداکثر خروجی ۳۱۳ اسب بخار را تولید می‌کند. نیروی این موتورها توسط یک بسته باتری لیتیوم یونی سه تایی CTP (سلول به بسته) CATL با ظرفیت ۹۰٫۳۸ کیلووات ساعت در تیپ استاندارد یا یک بسته ۱۱۶٫۷۹ کیلووات ساعت در مدل پرچمدار تأمین می‌شوند. شتاب ۰ تا ۱۰۰ کیلومتر بر ساعت (۶۲ مایل بر ساعت) آواتر ۱۱ زیر ۳٫۹۸ ثانیه و حداکثر سرعت آن نیز ۲۰۰ کیلومتر بر ساعت (۱۲۰ مایل بر ساعت) است. انواع مجهز به باتری ۹۰٫۳۸ کیلووات ساعتی با یک بار شارژ توانایی پیمایش ۵۵۵ کیلومتر (۳۴۵ مایل) در چرخه تست چینی (CLTC) را دارند؛ در حالی که مدل‌هایی که مجهز به باتری‌های ۱۱۶٫۷۹ کیلووات ساعتی هستند با یک بار شارژ توانایی پیمایش مسافت ۶۸۰ کیلومتر (۴۲۰ مایل) را دارند. پلت‌فرم ۷۵۰ ولتی آواتر ۱۱ از شارژر ۲۴۰ کیلووات پشتیبانی می‌کنند که می‌تواند با ۱۰ دقیقه شارژ مسافت ۲۰۰ کیلومتر (۱۲۰ مایل) را بپیماید. CPU 400 TOPS در مقایسه با 36 TOPS تسلا.